# Claude Raffestin
Claude Raffestin est un universitaire et géographe français, né le 15 septembre 1936 à Paris.

## Biographie
Né à Paris, Claude Raffestin y commence sa scolarité, avant de déménager à Genève où il obtient sa licence. En 1968, il termine son doctorat à l'université de Genève, qu’il a rédigé tout en enseignant au cycle secondaire. Il est nommé professeur de géographie humaine à l'université de Genève en 1969 et vice-recteur en 1997.
Il a par ailleurs dirigé pendant plusieurs années le Centre universitaire d'écologie humaine et le Département de géographie de l’Université de Genève. La majorité de ses écrits sont donc en français, mais il a aussi publié en italien. Claude Raffestin incarne également une figure publique respectée de la ville de Genève, notamment comme membre de la Commission d’Urbanisme du Canton de Genève de 1982 à 1994.
Il a pris sa retraite en 2000, même s’il continue à collaborer avec des chercheurs de l’université de Genève. Sa contribution scientifique n’est donc pas achevée. Il est désormais établi à Turin en Italie, où il est rattaché au Dipartimento Interateneo Territorio, un des clusters de géographie les plus prestigieux en Italie. Il fait aussi de récurrents trajets pour retourner à Genève, la ville où il a passé la grande majorité de son existence.
Dans le domaine francophone, il a contribué à l'avancée des sciences humaines en décloisonnant les disciplines et est considéré comme l'un des acteurs importants de la "nouvelle géographie", qu'il abandonna rapidement par la suite sans nier l'apport essentiel en termes de scientificité (légitimation de la démarche hypothético-déductive) dont cette tentative a pu être porteuse.
Il est le père de l'historien Sven Raffestin (né en 1961).

### Sources d'inspiration
- Gregory Bateson
- Michel Foucault
- Martin Heidegger
- Henri Lefebvre
- Karl Marx
- Luis Pireto[3]
- Élisée Reclus

## Thèmes développés
D'après Olivier Orain, il est possible de distinguer trois grands thèmes dans la géographie de Claude Raffestin, à savoir : la géographie politique, la territorialité, l'écologie humaine. Différents concepts s'y rattachent. Il est cependant nécessaire de mentionner que l'ordre n'est pas forcement linéaire, car Raffestin a retravaillé ses propres concepts à plusieurs reprises.

### Géographie politique
Claude Raffestin apporte une vision novatrice de la géographie politique. En effet, il rejette tout d’abord la conception de celle-ci comme une science du savoir stratégique, dite aussi géopolitique. Dans son ouvrage, Géopolitique et histoire (1995), il dénonce d’ailleurs les dérives de ce type de géographie qui peut servir de justification aux expansions territoriales des États. Les écrits de Rudolf Kjellén, Halford John Mackinder, Friedrich Ratzel et Karl Haushofer y sont notamment analysés et critiqués.
De plus, Raffestin dénonce le caractère réducteur d’un certain type de géographie politique qui n’étudie que le pouvoir étatique. Selon sa conception, le pouvoir ne se trouve donc pas uniquement dans les relations interétatiques, mais serait inhérent à tout type de relation, par exemple, entre individus, groupes ou institutions. Cette perspective relationnelle du pouvoir, d’inspiration foucaldienne et deleuzienne, est particulièrement développée dans son ouvrage Pour une géographie du pouvoir. Il y analyse notamment les liens entre pouvoir, population, territoire et ressources. Un des buts de ce livre est d'offrir des outils conceptuels pour appréhender les relations de pouvoir de l'actualité[source insuffisante]. Raffestin conclut son ouvrage en affirmant que « si [la géographie politique] ne le fait pas, elle ne peut exister comme connaissance scientifique vivante »[source insuffisante].
En définitive, « l’enjeu de la géographie politique c’est l’homme, en tant que membre d’une collectivité, dans son existence quotidienne »[source insuffisante]. La géographie politique est donc remise par Raffestin au cœur de la vie humaine.

#### Pouvoir
Raffestin a une vision relationnelle du pouvoir, notamment influencée par les écrits de Michel Foucault. Le pouvoir n’est donc pas extérieur à ceux qui l'exercent et le subissent, mais est présent dans toute relation entre acteurs. Le rôle de la géographie politique ou "du pouvoir" serait donc d'identifier ces relations de pouvoir. Selon Raffestin, ces relations peuvent être soit symétriques, si la relation est égalitaire, soit dissymétriques. Les relations de types inégalitaires sont les plus fréquemment rencontrées.
Les acteurs impliqués dans les relations peuvent être classifiés en deux catégories : les acteurs syntagmatiques et les acteurs paradigmatiques. Les acteurs syntagmatiques sont ceux ayant un objectif clair et mettant au point une stratégie pour l’atteindre. À l’inverse, les acteurs paradigmatiques constituent un agglomérat d’être humains sans projet commun défini. Ces catégories ne sont cependant pas figées et selon le moment ou le contexte, un acteur paradigmatique peut devenir syntagmatique et inversement.
Les enjeux du pouvoir identifiés par Raffestin sont la population, le territoire et les ressources. C’est cependant la population qui prime, car dans sa vision relationnelle, elle est le fondement de tout pouvoir. Le territoire est appréhendé comme la " […] scène du pouvoir et le lieu de toutes les relations […] ". Les ressources déterminent quant à elles ce qui est de l’ordre du possible en termes d’action.

#### Ressources
Raffestin replace l’idée de ressources dans un contexte social et historique. Pour lui, il n’y a pas de ressources en soi, mais c’est le sens qu’une société va donner à la matière qui va la créer. Il distingue donc ressources et matière. Ainsi, "Il n’y a pas de ressources naturelles, il n’y a que des matières naturelles". Ce sont donc les pratiques et les stratégies exercées sur la matière dans un contexte social donné qui vont en faire une ressource. De plus, ce qui est perçu comme ressource durant une certaine période historique peut reperdre son statut si la société ne lui trouve plus d’utilité. La notion de ressource est donc évolutive dans le temps et selon la société considérée.

#### Frontière
Selon Raffestin, la frontière est "un invariant bio-social", car elle est présente dans toutes les organisations humaines. Celle-ci peut se définir comme une interface assumant quatre fonctions : "traduction, régulation, différenciation et relation.". Il appréhende la frontière comme étant indispensable, dans la mesure où elle répond à ces quatre fonctions qui préservent du chaos. La frontière n’est donc pas naturelle, mais un construit social issu d’une volonté, d’un acte de pouvoir. En soulignant cela, Raffestin dénonce la tendance à la naturalisation du social. La frontière est de fait toujours ambivalente, "puisqu’elle favorise et contraint dans le même temps". De plus, elle est à la foi accompagnée d’un rituel de "passage et transgression". La frontière a également la propriété d’influencer les relations qu’entretiennent les humains avec leur milieu et les autres groupes. Elle conditionne donc la territorialité humaine".

### Territorialité
Le concept de territorialité n’a pas été énoncé pour la première fois par Claude Raffestin. Il est en effet issu des sciences de la nature dans un premier temps, puis a été repris par des chercheurs comme Edward T. Hall et Edward Soja en sciences humaines. Raffestin l’a alors importé en géographie et en a fait un de ses concepts phares. Selon lui, la territorialité se définit comme "l’ensemble des relations qu’une société entretient non seulement avec elle-même, mais encore avec l’extériorité et l’altérité, à l’aide de médiateurs, pour satisfaire ses besoins dans la perspective d’acquérir la plus grande autonomie possible, compte tenu des ressources du système".
La territorialité est donc pensée comme un système interrelationnel dont les racines sont à chercher dans la société, l’espace et le temps. Une société, de par ses relations avec le territoire dans lequel elle évolue et celles qu’elle entretient avec l’extériorité, va donc chercher à assurer au mieux sa pérennité. Pour ce faire, elle utilise des médiateurs ou médias, comme le langage, les moyens de transports, les outils techniques etc. Raffestin ajoute également que « les limites de [s]a territorialité sont les limites de [s]es médiateurs. ».
Étudier la territorialité permet donc de faire ressortir "la structure latente de la quotidienneté, la structure relationnelle, pas ou peu perçue, de la quotidienneté". Analyser la territorialité permet ainsi de faire ressortir les relations de pouvoir, et de dévoiler leur symétrie ou dissymétrie. La territorialité n’est pas figée, mais évolue au fil du temps et des relations. Raffestin identifie donc un processus "T-D-R" de territorialisation, déterritorialisation et reterritorialisation qui rend compte de différentes phases de territorialité.

#### Espace et territoire
Selon Raffestin, « […] les notions d’espace et de territoire ne sont pas synonymes et, a fortiori, pas davantage identiques. ». L’espace est la réalité préexistante, donnée, indépendamment de l’homme. Lorsque l’espace est investi par les intentions et les pratiques des acteurs, il devient alors un territoire. En ce sens, l’espace constitue « un enjeu de pouvoir ». Il n’y a donc territoire que s’il y a relations entre l’homme et l’espace. Ces relations peuvent par exemple se traduire par des maillages, des centralités et des réseaux. Étudier ces relations revient à faire l’étude de la territorialité.

#### Paysage
Raffestin insiste tout d’abord sur le "caractère historique de la notion de paysage", développée en occident au XIVe siècle et fixée par l’art pictural au XVIIe siècle. Il regrette que la géographie traditionnelle du paysage se concentre surtout sur sa description visuelle. En effet, il souligne que se focaliser sur l’apparence du paysage empêche de saisir la territorialité qui est à la base de sa construction. C’est donc un système de relation qui serait à l’origine du paysage. La constitution du paysage dépend alors des pratiques et des relations inégales entre différents acteurs. Raffestin affirme ainsi "[…] que le paysage est la structure de surface alors que la territorialité est la structure profonde.".

### Écologie humaine
Raffestin, connu principalement pour ses écrits sur le pouvoir et la territorialité, a également, dans une troisième phase, apporté sa contribution à l’écologie humaine. Selon lui, il est tout d’abord nécessaire de distinguer écologie et écologisme. L’écologie serait de l’ordre de la science, alors que l’écologisme aurait plutôt une dimension idéologique et militante. L’écologie humaine est donc une science, « dont l'objet est moins la terre que les relations que les hommes entretiennent avec elle, depuis l'Antiquité ».
Raffestin s’inspire de Clarence J. Glacken pour définir trois problématiques qui résument les types de relations possibles entre l’homme et la terre. Tout d’abord, il s’agit d’analyser dans quelle mesure la terre, propice à la vie humaine et organique, est-elle le fruit d’une volonté. Une deuxième question est de savoir si la terre et ses climats conditionnent les particularités physiques et morales de l’homme. La dernière question est alors de déterminer quelle influence la présence et les pratiques de l’homme ont sur la terre. La perspective qu’adopte Raffestin pour appréhender l’écologie humaine est donc relationnelle.
Selon lui, l’histoire terrestre est traversée de tensions, qui, loin d’intéresser uniquement les faits physiques et biologiques, touchent aux phénomènes humains. Ces tensions peuvent être par exemple scientifiques, démographiques, ou encore psychologiques. L’écologie au sens large et les préoccupations autour de ces tensions ne sont en soi pas nouvelles, mais le terme n'apparaît formellement qu’au milieu du XIXe siècle. Pour Raffestin, les problèmes liés à l’écologie sont le fruit d’intersections multiples et de ce fait nécessitent une méthodologie particulière pour les appréhender. Il ne considère cependant pas l’écologie humaine comme une science d’emprunt ni comme une science de compilation. En reprenant l’idée de Bateson, il suggère de reprendre les « fondamentaux » des différentes sciences sociales, comme les lois et les modèles et de les combiner aux observations. Il faut donc adopter une méthode « en pince », entre théorie et empirisme, pour étudier l’écologie humaine.

## Réceptions de l’œuvre et critiques
L’œuvre de Claude Raffestin a paradoxalement connu plus de succès en Italie, en Espagne et en Amérique du Sud que dans le monde francophone. Cet auteur demeure également toujours très méconnu chez les scientifiques anglophones. La méconnaissance de son œuvre dans le monde anglo-saxon s’explique entre autres du fait que ses ouvrages majeurs n’ont jamais été traduits[source insuffisante]. Ayant presque toujours travaillé en Suisse, il se trouve également quelque peu à la périphérie des grands pôles de recherche.
Du côté de la géographie francophone, Raffestin apparaît toujours comme un outsider[source insuffisante]. Il se considère lui-même comme peu orthodoxe et se déclare ni disciple ni mentor d’autres chercheurs[source insuffisante]. Ses écrits sont peu cités et lorsqu’ils le sont, ils font souvent face à de nombreuses critiques[source insuffisante]. Peu après la parution de Pour une géographie du pouvoir, différents comptes-rendus remettent en question son approche. On lui reproche notamment d’ "[…] avoir quelque peu cédé aux idées en vogue sans les contrôler suffisamment.", ou encore de ne pas mesurer le risque d’utiliser des "métaphores thermodynamiques et linguistiques". Sa conception de la territorialité a néanmoins été plus reconnue.
Son style, parfois qualifié de philosophique, et son utilisation récurrente de modèles géométriques participent également à rendre certaines de ses contributions peu accessibles. Raffestin a aussi développé différents concepts, sur lesquels il revient dans ses œuvres postérieures et qu’il complète. Sa démarche est donc qualifiée par certains de pointilliste ou encore de mosaïque, où chaque texte occupe une place. De plus, Raffestin est reconnu pour puiser ses connaissances des auteurs de toutes les disciplines et de les exporter à la géographie.
En dépit d’une certaine ignorance dont a souffert et souffre toujours l’œuvre de Raffestin, celle-ci a néanmoins connu quelque succès et exercé une certaine influence. Ses approches novatrices ont notamment permis de sortir de certains pièges de la géographie politique, de développer le concept de territorialité en géographie et d’apporter un nouveau regard sur l’écologie humaine.
Son œuvre est particulièrement influente dans le milieu académique en Italie. Raffestin a d’ailleurs beaucoup partagé comme scientifique et ami avec différents chercheurs italiens comme Franco Farinelli, Angelo Turco et Gabriele Zanetto. Sa longue présence à l’Université de Genève a également marqué le département de Géographie et plusieurs professeurs qui y travaillent encore aujourd’hui. Ses concepts et ses théories sont encore largement étudiés dans les cours de Bachelor et de Master en géographie.

## Publications
- Raffestin C., Guichonnet P., Géographie des frontières, PUF, Paris, 1974.
- Raffestin C., Guichonnet P., Hussy J. Frontières et sociétés, le cas franco-genevois , L'Âge d'Homme, Lausanne, 1975.
- Raffestin C., « Paysage et territorialité », Cahiers de géographie du Québec, vol.21, n°53-54, 1977, pp.123-134.
- (it) Raffestin C., Racine J-M., Ruffy V., Territorialità e Paradigma centro-periferia. La Svizzera e la Padania, Unicoplo, Milano, 1978.
- Raffestin C., Racine J-M., Ruffy V., Travail, espace, pouvoir, L'Âge d'Homme, Lausanne, 1979.
- Raffestin C., Pour une géographie du pouvoir, Paris, Librairies techniques, 1980.
- Raffestin C., Bresso M., « Tradition, modernité, territorialité », Cahiers de géographie du Québec, Québec, 26, n°68, 1982, p.186.
- Raffestin C., « Remarques sur les notions d’espaces, de territoire et de territorialité », Espaces et Sociétés, 1982, n°41, 1983, pp.167-171.
- Raffestin C., « Écologie Générale et Écologie Humaine », Cahiers géographiques n°1, Université de Genève, 1984.
- Raffestin C., « Écogenèse territoriale et territorialité », in Auriac F. et Brunet R. Espaces, jeux et enjeux, Paris : Fayard et Fondation Diderot, 1986, pp.175-185.
- Raffestin C., Racine J-M., Nouvelle géographie de la Suisse et des Suisses, Payot, Laussanne, 1990.
- Raffestin C., « Autour de la fonction sociale de la frontière », Espaces et Sociétés, n°70-71, 1992, pp.157-164.
- Raffestin C., « Géographie et écologie humaine », in Bailly A., Ferras R.et Pumain D., Encyclopédie de géographie, Paris, Economica, 1992, pp.23-36.
- Raffestin C., Géopolitique et histoire, Lausanne, Payot, 1995.
- Raffestin C., « Réinventer l’hospitalité », Communications, n°65, 1997, pp.165-177.
- (en) Raffestin C., « Space, territory, and territoriality », Environment and Planning D: Society and Space, vol.30, 2012, pp.121-141.